# Фейкові копи
«Фейкові копи» (англ. Let's Be Cops, дослівно укр. Будьмо копами) — американська комедія режисера, продюсера і сценариста Люка Ґрінфілда, що вийшла 2014 року. У головних ролях Джейк Джонсон, Деймон Веянс-молодший.
Сценаристом також був Ніколас Томас, продюсерами — Саймон Кінберґ і Адітья Суд. Вперше фільм продемонстрували 13 серпня 2014 року у Канаді, США і Ямайці. В Україні прем'єра фільму відбулась 28 серпня 2014 року.

## Сюжет
Двох старих друзяк, студента коледжу і квотербека Раяна О'Меллі і ґейм-дизайнера-невдаху Джастіна Міллера, запросили на костюмовану вечірку. Щоб не вдарити обличчям у багно і вразити дівчат, вони вирішили одягнутися копами. Задум спрацював — навіть поза вечіркою люди думали, що це справжні копи, і Раян та Джастін вирішили скористатися цим. Проте веселощі закінчились, коли горе-копам довелося стикнутись з буденним життям поліцейських.

## У ролях
| Актор                 | Ім'я персонажа                     | Роль                       |
| --------------------- | ---------------------------------- | -------------------------- |
| Джейк Джонсон         | Раян О'Меллі англ. Ryan O'Malley   | студент коледжу, квотербек |
| Деймон Веянс-молодший | Джастін Міллер англ. Justin Miller | ґейм-дизайнер, друг Раяна  |
| Роб Ріґґл             | Сеґарс англ. Segars                | патрульний офіцер          |
| Ніна Добрев           | Джосі англ. Josie                  | офіціантка                 |
| Джеймс Д'Арсі         | Моссі Касік англ. Mossi Kasic      | голова албанської мафії    |
| Енді Гарсія           | Бролін англ. Brolin                | детектив                   |
| Кіген-Майкл Кі        | Пупа англ. Pupa                    | водій доставки             |
| Джон Лажуа            | Тодд Коннорс англ. Todd Connors    |                            |

## Сприйняття

### Критика
Фільм отримав загалом змішані відгуки: Rotten Tomatoes дав оцінку 20% на основі 60 відгуків від критиків (середня оцінка 3,7/10) і 61% від глядачів із середньою оцінкою 3,6/5 (40,684 голоси). Загалом на сайті фільми має змішаний рейтинг, фільму зарахований «гнилий помідор» від кінокритиків, проте «попкорн» від глядачів, Internet Movie Database — 6,8/10 (12 521 голос), Metacritic — 30/100 (23 відгуки критиків) і 6,4/10 від глядачів (59 голосів). Загалом на цьому ресурсі від критиків фільм отримав негативні відгуки, а від глядачів — позитивні.

### Касові збори
Під час показу в Україні, що стартував 28 серпня 2014 року, протягом першого тижня фільм показали у 92 кінотеатрах і він зібрав 98,925 $, що на той час дозволило йому зайняти 3 місце серед усіх прем'єр. Показ стрічки протривав 2 тижні і завершився 7 вересня 2014 року. За цей час стрічка зібрала 210,260 $. З цим показником стрічка зайняла 56 місце у кінопрокаті за касовими зборами в Україні 2014 року.
Під час показу у США, що стартував 13 серпня 2014 року, протягом першого тижня фільм показали у 3,094 кінотеатрах і він зібрав 17,813,722 $, що на той час дозволило йому зайняти 3 місце серед усіх прем'єр. Станом на 19 вересня 2014 року показ фільму триває 38 днів (5,4 тижня) і за цей час фільм зібрав у прокаті у США 75,281,000  доларів США (за іншими даними 74,520,671 $), а у решті світу 21,596,000 $ (за іншими даними 22,600,000 $), тобто загалом 96,877,000 $ (за іншими даними 97,120,671 $) при бюджеті 17 млн $.

### Виноски
1. 1 2 3  Let's Be Cops: Release Info (англ.). Internet Movie Database. Процитовано 20 вересня 2014.
2. 1 2  Фейкові копи. Kino-teatr.ua. Процитовано 20 вересня 2014.
3. 1 2 3 4 5 6  Let’s Be Cops (англ.). The Numbers. Процитовано 20 вересня 2014.
4. 1 2 3 4 5  Let's Be Cops (англ.). Box Office Mojo. Процитовано 20 вересня 2014.
5. 1 2  Let's Be Cops (англ.). Internet Movie Database. Процитовано 20 вересня 2014.
6. ↑  Let's Be Cops (англ.). AllMovie. Процитовано 20 вересня 2014.
7. ↑  Let's Be Cops: Full Cast & Crew (англ.). Internet Movie Database. Процитовано 20 вересня 2014.
8. ↑  Let's Be Cops (англ.). Rotten Tomatoes. Процитовано 20 вересня 2014.
9. ↑  Let's Be Cops (англ.). Metacritic. Процитовано 20 вересня 2014.
10. ↑  Let's Be Cops — Ukraine Weekend Box Office (англ.). Box Office Mojo. Процитовано 20 вересня 2014.
11. ↑  Ukraine Yearly Box Office. 2014 (англ.). Box Office Mojo. Процитовано 20 вересня 2014.